# Joskutis
Il lago Joskutis è un lato situato nel nord-est della Lituania, precisamente nel distretto di Ignalina e nel parco nazionale dell'Aukštaitija. Il centro abitato più popoloso nei pressi dello specchio d’acqua è Linkmenys: si trova a 1,5 km a nord-est di Ginučiai.

## Nome
Il nome Joskùtis deriverebbe da un nome proprio di persona (Jaskutis o Jaskys).

## Descrizione
La lunghezza è di 1,24 km, la larghezza massima è di 0,53 km. Le coste sono per lo più alte e circondate da foreste: la costa nord-occidentale paludosa. Il fondale è coperto da sapropel.
Il lago appartiene al bacino idrografico del fiume Srotė (a sua volta appartenente a quello della Žeimena). L’insediamento più popoloso della costa orientale è Beržaragis.
Il pesce più comune del lago è la carpa.